# 장서희
장서희(1972년 1월 5일~)는 대한민국의 배우이며, 아역 배우 출신이다.

## 경력
본관은 흥덕이다. 1989년 MBC 19기 공채 탤런트에 선발되었다. 1980년대에 이상용과 모이자 노래하자를 진행한 적이 있다고 한다.
1990년 《뽀뽀뽀》의 '뽀미 언니'로 활동했으며, 1995년에는 허참과 함께 《가족오락관》을 진행했다.
이후 수많은 드라마에서 조연, 단역을 맡으며 21여년의 무명생활을 거쳤다. 2001년 MBC 일일연속극 《온달 왕자들》에서 인연을 맺은 임성한 작가의 차기작인 2002년 MBC 일일연속극 《인어 아가씨》의 여주인공인 '은아리영' 역을 맡으면서 스타덤에 올랐다. 같은 해 MBC 연기대상에서 대상을 포함한 5개 부문의 상을 석권했다.
2005년 서경석과 《한밤의 TV연예》를 진행했다. 또한 같은 해 MBC 《사랑찬가》의 조기종영 이후 안방극장에서 잠시 모습을 드러내지 않았으며, KBS 2TV 《내 사랑 금지옥엽》, SBS 《그 여자가 무서워》등에서 캐스팅 제의가 왔지만 모두 고사했다.
2009년 김순옥 작가의 SBS 일일드라마 《아내의 유혹》에서 복수의 화신 '구은재' 역을 맡아 복귀하였고, 해당 드라마로 큰 인기를 다시 얻으며 2009년 SBS 연기대상을 수상했다. 2017년 김순옥과 재회하여 SBS 특별기획 《언니는 살아있다》에 출연하였다.

## 학력
- 화계초등학교 졸업
- 창문여자중학교 졸업
- 서울국악예술고등학교 졸업
- 경희대학교 무용학 학사 (92학번)[5]

## 연기 활동

### 드라마

#### KBS
- 1989년 KBS2 주말연속극 《사랑의 굴레》... 영국의 조카 역
- 1992년 KBS2 금요드라마 《비가비》 ... 단금 역
- 1993년 KBS2 일요아침드라마 《일요일은 참으세요》 ... 선희 역
- 1993년 KBS1 추석특집극 《달빛 고향》
- 1993년 KBS2 미니시리즈 《왕십리》 ... 윤애 역
- 1994년 KBS2 월화드라마 《한명회》 ... 폐비 윤씨 역
- 1995년 KBS2 월화드라마 《서궁》 ... 폐비 유씨 역
- 1996년 KBS2 미니시리즈 《신고합니다》 ... 지영서 역
- 1996년 KBS2 미니시리즈 《엄마는 출장중》 ... 박순영 역
- 1996년 KBS2 납량기획드라마 《97 전설의 고향 - 가는이 고개》
- 1997년 KBS2 주말연속극 《아씨》 ... 미순 역
- 1998년 KBS1 대하드라마 《왕과 비》 ... 숙빈 홍씨 역
- 2014년 KBS2 저녁 일일드라마 《뻐꾸기 둥지》 ... 백연희 역

#### MBC
- 1990년 조선왕조 오백년 특별기획드라마 《대원군》 ... 순정효황후 역
- 1990년 미니시리즈 《그 여자》 ... 건옥 역
- 1991년 설날특집극 《미끼와 고삐》
- 1997년 미니시리즈 《예감》 ... 소영 역
- 1997년 청춘시트콤 《남자 셋 여자 셋》
- 1998년 주간 코미디 드라마 《여자 대 여자》
- 1998년 아침드라마 《사랑을 위하여》 ... 정화 역
- 1999년 창사기념 특별기획드라마 《허준》 ... 인빈 김씨 역
- 1999년 주말연속극 《12살 차이》 ... 연희 역
- 2000년 일일연속극 《온달 왕자들》 ... 벌교식당 지배인 강현주 역
- 2001년 특집극 《길모퉁이》 ... 지영 역
- 2001년 주말연속극 《그 여자네 집》 ... 채원 역
- 2002년 일일연속극 《인어 아가씨》 ... 은아리영 역
- 2003년 주말연속극 《회전목마》 ... 성은교 역
- 2005년 주말연속극 《사랑찬가》 ... 오순진 역
- 2015년 주말드라마 《엄마》 ... 김윤희 역
- 2022년 UHD 저녁 일일드라마 《마녀의 게임》 ... 설유경 / 유민주 역

#### SBS
- 1992년 소설극장 《작은 도시》 ... 조인선 역
- 1992년 일요극장 → 월화극장 《금잔화》
- 1995년 월화드라마 《야망의 불꽃》
- 1996년 아침연속극 《만남》 ... 유신애 역
- 1996년 일일드라마 《엄마의 깃발》 ... 김승희 역
- 1997년 월화드라마 《여자》
- 1998년 월화드라마 《바람의 노래》
- 2000년 주말시트콤 《돈닷컴》 ... 서서희 역
- 2000년 드라마스페셜 《불꽃》 ... 나현경 역
- 2008년 일일연속극 《아내의 유혹》 ... 구은재/민소희 역
- 2010년 드라마스페셜 《산부인과》 ... 서혜영 역
- 2017년 주말 특별기획 《언니는 살아있다》 ... 민들레 / 소민정 역

#### 타 방송사
- 1995년 PSB 개국특집극 《해풍》
- 2005년 ABS-CBN 일일드라마 《베트남의 장미꽃》 ... 벨라 응우옌
- 2007년 저장 위성 텔레비전 중국람극장 《경자풍운》... 사금 역
- 2011년 후난위성텔레비전 금응독파극장 《수당영웅 1》 ... 장려화 역
- 2012년 BTV 품질극장 《서울임사부》 ... 박선희 역

### 영화
- 1982년 《친구여 조용히 가다오》 - 신성일님 딸 역
- 1982년 《화녀'82》 - (김기영 감독) - 김지미님 딸 역
- 1983년 《3일낮 3일밤》 - (이원세 감독) - 나훈아님 딸 역
- 1991년 《이태원 밤하늘엔 미국 달이 뜨는가》 - (윤삼육 감독)
- 1993년 《야망의 대륙》 - (임선 감독)
- 2004년 《귀신이 산다》 - (김상진 감독) - 이연화 역
- 2005년 《초승달과 밤배》 - (장길수 감독) - 조선희 선생님 역
- 2006년 《마이 캡틴 김대출》 - (송창수 감독) - 애란 역
- 2011년 《사물의 비밀》 - (이영미 감독) - 이혜정 역
- 2017년 《중2라도 괜찮아》 - (박수영 감독) - 양보미 역
- 2023년 《독친》 - (김수인 감독) - 혜영 역

## 기타 활동 작품

### 다큐멘터리
- MBC 《MBC 스페셜》 - 내레이션
- SBS 《SBS 스페셜》 - 내레이션
- KBS 《KBS 스페셜》 - 내레이션

### 예능
- MBC 《뽀뽀뽀》 7대 뽀미언니(1990년 11월 ~ 1991년 4월)
- KBS 2TV 《TV는 사랑을 싣고》 초대 손님(1994년 12월 20일)
- KBS 2TV 《가족오락관》 초대 손님 / 10대 MC(1995년 5월 4일 ~ 1995년 9월 6일)
- SBS 《헤이 헤이 헤이》 초대 손님
- KBS 2TV 《해피투게더 시즌 1 책가방 토크, 쟁반 노래방》 게스트 차승원, 손태영, 유재석, 김제동과 함께 출연 (2004년 9월 9일)
- SBS TV 《김용만, 신동엽의 즐겨찾기》 20회 게스트 차승원, 손태영, 김용만, 신동엽과 함께 출연 (2004년 9월 14일)
- SBS 《한밤의 TV연예》 9대 MC(2005년 4월 27일 ~ 2005년 12월 28일)
- MBC 《황금어장 - 무릎팍도사》 초대 손님(2009년 3월 25일)
- KBS 2TV 《생방송 좋은 아침입니다》 리포터
- JTBC 《님과 함께 2 - 최고의 사랑》
- tvN 《SNL 코리아》 호스트 출연
- tvN, OLIVE 《서울메이트》 호스트
- JTBC  《냉장고를 부탁해》 초대 손님(162회/163회 - 2018년 1월 1일/8일, 2018 시즌 개막전)
- KBS 2TV 《옥탑방의 문제아들》 (2023년 11월 1일) 게스트
- KBS 2TV 《오래된 만남 추구》- 게스트

### CF
- 바이엘코리아 바이쿠텐
- 롯데제과 팥콘 (김혜수·최호창과 함께 출연)
- 롯데제과 스파우트껌 (채시라·최재성과 함께 출연)
- 롯데제과 가나크런치
- 오뚜기 토마토케찹
- 광동제약 썬키스트 후레쉬100 훼미리쥬스
- 빙그레 (꽃게랑, 새싸만코, 허리케인, 아하콘, 우뢰매, 레이다, 우리집 라면, 토피바, 하이킹, 빙그레 우유, 요플레 등) - 일부 광고는 김병조와 함께 출연
- 아모레퍼시픽 메디안치약 (최명길과 함께 출연)
- 빙그레 투게더 (이재은과 함께 출연)
- 오리온 고래밥·삐삐코 (김혜선과 함께 출연)
- 이젠텍 챠빌 (이정재와 함께 출연)
- 삼성물산 래미안

### 뉴스 출연
- 2011년 11월 2일 YTN 《뉴스&이슈 - 이슈앤피플》

## 수상 및 후보
| 연도 | 시상식                          | 부문                                  | 작품            | 결과 |
| ---- | ------------------------------- | ------------------------------------- | --------------- | ---- |
| 1991 | 제27회 백상예술대상             | TV부문 여자 신인연기상                | 그 여자         | 수상 |
| 1994 | KBS 연기대상                    | 여자 우수연기상                       | 한명회          | 후보 |
| 2001 | MBC 연기대상                    | 여자 우수연기상                       | 그 여자네 집    | 후보 |
| 2002 | MBC 연기대상                    | 대상                                  | 인어아가씨      | 수상 |
| 2002 | MBC 연기대상                    | 연속극부문 여자 최우수연기상          | 인어아가씨      | 수상 |
| 2002 | MBC 연기대상                    | 기자가 뽑은 올해의 탤런트상           | 인어아가씨      | 수상 |
| 2002 | MBC 연기대상                    | 네티즌이 선정한 올해의 탤런트상       | 인어아가씨      | 수상 |
| 2002 | MBC 연기대상                    | 베스트 커플상 (with 김성민)           | 인어아가씨      | 수상 |
| 2003 | 제39회 백상예술대상             | TV부문 여자 최우수연기상              | 인어아가씨      | 후보 |
| 2005 | 제22회 한국 베스트드레서 시상식 | 올해의 베스트드레서상                 | 빈칸            | 수상 |
| 2005 | 제42회 대종상                   | 신인여우상                            | 귀신이 산다     | 후보 |
| 2006 | 제1회 아시아 모델상 시상식      | 한류스타상                            | 빈칸            | 수상 |
| 2006 | 제14회 이천춘사대상영화제       | 한류문화대상                          | 빈칸            | 수상 |
| 2009 | 제12회 상하이 국제 영화제       | 한류스타상                            | 빈칸            | 수상 |
| 2009 | SBS 연기대상                    | 대상                                  | 아내의유혹      | 수상 |
| 2009 | SBS 연기대상                    | 여자 최우수연기상                     | 아내의유혹      | 후보 |
| 2009 | SBS 연기대상                    | 10대 스타상                           | 아내의유혹      | 수상 |
| 2010 | SBS 연기대상                    | 드라마스페셜부문 여자 우수연기상      | 산부인과        | 후보 |
| 2014 | 제3회 에이판 스타 어워즈        | 장편드라마부문 여자 최우수연기상      | 뻐꾸기둥지      | 후보 |
| 2014 | KBS 연기대상                    | 대상                                  | 뻐꾸기둥지      | 후보 |
| 2014 | KBS 연기대상                    | 여자 최우수연기상                     | 뻐꾸기둥지      | 후보 |
| 2014 | KBS 연기대상                    | 일일극부문 여자 우수연기상            | 뻐꾸기둥지      | 후보 |
| 2014 | KBS 연기대상                    | 여자 네티즌상                         | 뻐꾸기둥지      | 후보 |
| 2017 | SBS 연기대상                    | 일일·주말드라마부문 여자 최우수연기상 | 언니는 살아있다 | 수상 |
| 2023 | MBC 연기대상                    | 일일드라마부문 여자 최우수연기상      | 마녀의 게임     | 수상 |